# Saint-Julien-le-Faucon
Saint-Julien-le-Faucon és un municipi francès situat al departament de Calvados i a la regió de Normandia. L'any 2007 tenia 675 habitants.

## Demografia

### Població
El 2007 la població de fet de Saint-Julien-le-Faucon era de 675 persones. Hi havia 257 famílies de les quals 64 eren unipersonals (36 homes vivint sols i 28 dones vivint soles), 60 parelles sense fills, 89 parelles amb fills i 44 famílies monoparentals amb fills.
La població ha evolucionat segons el següent gràfic:
Habitants censats

### Habitatges
El 2007 hi havia 283 habitatges, 262 eren l'habitatge principal de la família, 12 eren segones residències i 9 estaven desocupats. 252 eren cases i 29 eren apartaments. Dels 262 habitatges principals, 154 estaven ocupats pels seus propietaris, 104 estaven llogats i ocupats pels llogaters i 4 estaven cedits a títol gratuït; 4 tenien una cambra, 21 en tenien dues, 35 en tenien tres, 78 en tenien quatre i 124 en tenien cinc o més. 197 habitatges disposaven pel capbaix d'una plaça de pàrquing. A 125 habitatges hi havia un automòbil i a 104 n'hi havia dos o més.

### Piràmide de població
La piràmide de població per edats i sexe el 2009 era:
| Homes | Edats   | Dones |
| ----- | ------- | ----- |
| 0     | 95 o +  | 0     |
| 0     | 90 a 94 | 8     |
| 12    | 85 a 89 | 8     |
| 0     | 80 a 84 | 0     |
| 8     | 75 a 79 | 8     |
| 12    | 70 a 74 | 8     |
| 12    | 65 a 69 | 24    |
| 12    | 60 a 64 | 8     |
| 16    | 55 a 59 | 16    |
| 16    | 50 a 54 | 16    |
| 40    | 45 a 49 | 28    |
| 12    | 40 a 44 | 16    |
| 24    | 35 a 39 | 20    |
| 24    | 30 a 34 | 24    |
| 4     | 25 a 29 | 20    |
| 28    | 20 a 24 | 8     |
| 12    | 15 a 19 | 28    |
| 36    | 10 a 14 | 16    |
| 32    | 5 a 9   | 8     |
| 8     | 0 a 4   | 12    |

## Economia
El 2007 la població en edat de treballar era de 387 persones, 285 eren actives i 102 eren inactives. De les 285 persones actives 253 estaven ocupades (149 homes i 104 dones) i 32 estaven aturades (10 homes i 22 dones). De les 102 persones inactives 27 estaven jubilades, 19 estaven estudiant i 56 estaven classificades com a «altres inactius».

### Ingressos
El 2009 a Saint-Julien-le-Faucon hi havia 267 unitats fiscals que integraven 710,5 persones, la mediana anual d'ingressos fiscals per persona era de 13.870 €.

### Activitats econòmiques
Dels 33 establiments que hi havia el 2007, 4 eren d'empreses alimentàries, 8 d'empreses de construcció, 4 d'empreses de comerç i reparació d'automòbils, 3 d'empreses de transport, 4 d'empreses d'hostatgeria i restauració, 1 d'una empresa d'informació i comunicació, 1 d'una empresa financera, 5 d'empreses de serveis, 2 d'entitats de l'administració pública i 1 d'una empresa classificada com a «altres activitats de serveis».
Dels 13 establiments de servei als particulars que hi havia el 2009, 1 era una oficina bancària, 1 taller de reparació d'automòbils i de material agrícola, 4 fusteries, 2 lampisteries, 2 electricistes, 1 perruqueria i 2 restaurants.
Dels 5 establiments comercials que hi havia el 2009, 1 era una botiga de més de 120 m², 3 fleques i 1 una fleca.
L'any 2000 a Saint-Julien-le-Faucon hi havia 15 explotacions agrícoles.

## Equipaments sanitaris i escolars
L'únic equipament sanitari que hi havia el 2009 era una farmàcia.
El 2009 hi havia una escola elemental.

## Poblacions més properes
El següent diagrama mostra les poblacions més properes.